# Peter Velhorn
Peter Velhorn (München,  1932. november 24. – München, 2016, július 20.) német labdarúgó és edző.

## Pályafutása

### Játékosként
Müncheni születésűként ifjú korában 1950-ig az MTV München játékosa volt. 1950-től 1952-ig az FC Bayern München II-ben játszott. 1952-ben került fel az FC Bayern München felnőtt csapatába, ahol 1958-ig játszott. 1958-tól 1960-ig az Rot-Weiß Essen csapatában játszott. 1960-tól 1963-ig a KSV Hessen Kassel játékosa volt. 1963-tól aktív játékosi pályafutása végéig, 1965-ig az Austria Klagenfurt mezében játszott.

### Edzőként
Aktív játékosi pályafutása végeztével az Austria Klagenfurt, majd a BSK Neugablonz edzője lett. 1972-től 1980-ig edzősködött. Csapatait szezononként váltotta.

## Sikerei, díjai
FC Bayern München
- Nyugatnémet kupa (DFB Pokal)
  - győztes: 1957